# Isla de San Nicolás (Tremiti)
Isla de San Nicolás (en italiano: Isola di San Nicola) es una isla italiana, parte del archipiélago de las Islas Tremiti (o Diomedee) en el mar Adriático.
Administrativamente es parte del municipio de las Islas Tremiti (del cual es sede municipal y administrativa), bajo la jurisdicción de la provincia de Foggia.
La isla tiene una superficie aproximada de 42 hectáreas, para una longitud de 1.600 metros, una anchura de 450 metros, con una costa de 3.700 metros y una altura máxima de 75 metros sobre el nivel del mar.